# Saint-Paul-de-Varces
Saint-Paul-de-Varces – miejscowość i gmina we Francji, w regionie Owernia-Rodan-Alpy, w departamencie Isère.
Według danych na rok 1990 gminę zamieszkiwało 1530 osób, a gęstość zaludnienia wynosiła 78 osób/km² (wśród 2880 gmin regionu Rodan-Alpy Saint-Paul-de-Varces plasuje się na 558. miejscu pod względem liczby ludności, natomiast pod względem powierzchni na miejscu 517.).